# Jorma Kortelainen
Jorma Aksel Kortelainen (ur. 17 grudnia 1932 w Pyhäselkä, zm. 27 grudnia 2012 w Jyväskylä) – fiński biegacz narciarski i wioślarz, srebrny medalista olimpijski w biegach.

## Kariera
Zimowe igrzyska olimpijskie w Cortina d’Ampezzo w 1956 roku były pierwszymi i zarazem ostatnimi zimowymi igrzyskami w jego karierze. Wspólnie z Augustem Kiuru, Arvo Viitanenem i Veikko Hakulinenem wywalczył srebrny medal w sztafecie 4x10 km. Był to jego jedyny występ na tych igrzyskach. Nigdy nie startował na mistrzostwach świata w narciarstwie klasycznym.
Kortelainen zdobył także pięć tytułów mistrza Finlandii: w biegu na 15 km w 1963 roku oraz w sztafecie w latach 1956, 1960, 1963 i 1966.
Startował także w wioślarskich jedynkach podczas letnich igrzysk olimpijskich w Rzymie w 1960 roku, jednak odpadł w repasażach. W jedynkach wystąpił też na pierwszych w historii mistrzostwach świata w wioślarstwie rozgrywanych w szwajcarskiej Lucernie, gdzie zajął ósme miejsce oraz na mistrzostwach Europy w wioślarstwie rozgrywanych w 1963 roku w Kopenhadze, gdzie zajął 10. miejsce.
Na mistrzostwach Finlandii w wioślarstwie Kortelainen zdobył siedem tytułów indywidualnie w latach 1960, 1961, 1962 1963, 1965, 1967 i 1968 oraz pięć tytułów w dwójkach w latach 1961, 1962, 1963, 1971 i 1973. Ponadto zwyciężył w jedynkach na mistrzostwach Krajów Nordyckich w 1961 i 1963 roku, a także w dwójkach w 1959 roku.
Po zakończeniu kariery zawodniczej pracował jako trener wioślarstwa.

## Osiągnięcia w biegach

### Zimowe igrzyska olimpijskie
| Miejsce | Dzień    | Rok  | Miejscowość       | Konkurencja        | Czas biegu | Strata    | Zwycięzca |
| ------- | -------- | ---- | ----------------- | ------------------ | ---------- | --------- | --------- |
| 2.      | 4 lutego | 1956 | Cortina d’Ampezzo | Sztafeta 4 × 10 km | 2:15:30 h  | +1:01 min | ZSRR      |

## Osiągnięcia w wioślarstwie

### Letnie igrzyska olimpijskie
| Miejsce | Dzień      | Rok  | Miejscowość | Konkurencja | Czas biegu | Strata | Zwycięzca         |
| ------- | ---------- | ---- | ----------- | ----------- | ---------- | ------ | ----------------- |
| 9.      | 3 września | 1960 | Rzym        | Jedynki     | 7:13.96    | -      | Wiaczesław Iwanow |

### Mistrzostwa świata
| Miejsce | Rok  | Miejscowość | Konkurencja | Zwycięzca         |
| ------- | ---- | ----------- | ----------- | ----------------- |
| 8.      | 1962 | Lucerna     | Jedynki     | Wiaczesław Iwanow |

### Mistrzostwa Europy
| Miejsce | Rok  | Miejscowość | Konkurencja | Zwycięzca    |
| ------- | ---- | ----------- | ----------- | ------------ |
| 10.     | 1963 | Kopenhaga   | Jedynki     | Václav Kozák |